# Leptocera uniseta
Leptocera uniseta är en tvåvingeart som beskrevs av Rohacek 1991. Leptocera uniseta ingår i släktet Leptocera och familjen hoppflugor.
Artens utbredningsområde är Tunisien. Inga underarter finns listade i Catalogue of Life.